# Carl Söhn

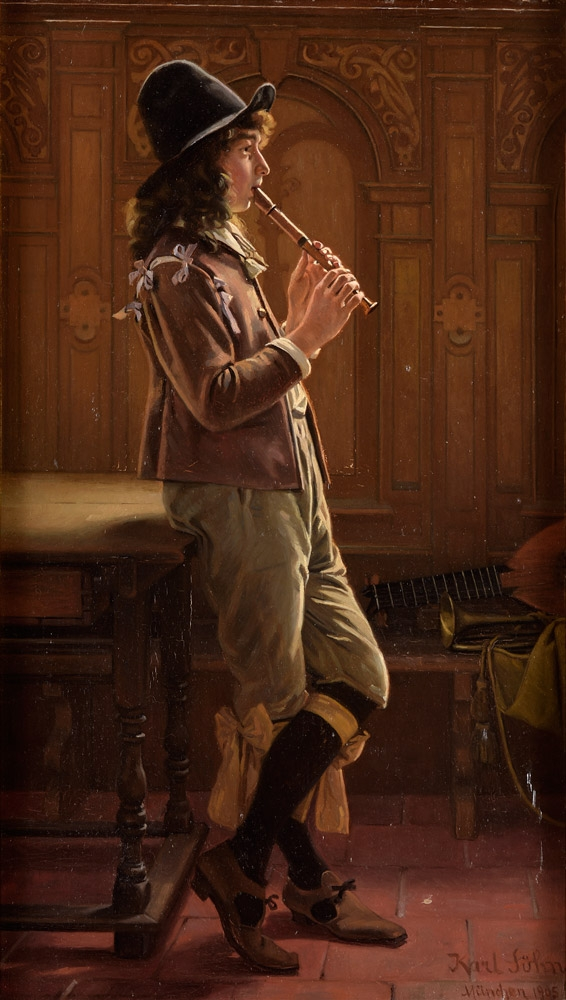
Carl Söhn: Kleiner Flötenspieler, 1905

Carl (Karl) Wilhelm Söhn (* 14. Mai 1853 in Barmen, Rheinprovinz; † 27. November 1925 in München) war ein deutscher Porträt- und Genremaler der Düsseldorfer Schule.

## Leben
Söhn wuchs in Barmen auf und studierte von 1870 bis 1876 Malerei an der Kunstakademie Düsseldorf. Dort waren Wilhelm Roßmann, Andreas und Karl Müller, Heinrich Lauenstein, Wilhelm Lotz und Eduard von Gebhardt seine Lehrer. Außerdem war er Schüler von Wilhelm Sohn. Er ließ sich zunächst in Düsseldorf nieder, wo er dem Künstlerverein Malkasten angehörte. Später zog er nach München, wo 1887 sein Sohn Richard geboren wurde. Er war Mitglied der Münchner Künstlergenossenschaft und tat sich zwischen 1900 und 1920 als Dichter und Bühnengestalter auf Münchner Künstlerfesten hervor.
Seine Urenkelin ist die Ballettpädagogin und Autorin Korinna Söhn.